# Les Daleks envahissent la Terre
Pour plus de détails, voir Fiche technique et Distribution.
Les Daleks envahissent la Terre (Daleks' Invasion Earth : 2150 A.D.) est un film britannique réalisé par Gordon Flemyng, sorti en 1966. Il fait suite à Dr. Who et les Daleks du même réalisateur, sorti l'année précédente.
Les Daleks envahissent la terre est un remake de l'épisode The Dalek Invasion of Earth (1964, épisode 2 de la saison 2) la série télévisée Doctor Who. Ce deuxième opus devait être suivie par un troisième, basé sur l'histoire The Chase (1965), mais il ne fut jamais réalisé.

## Synopsis
Le Docteur, savant loufoque, entraîne sa nièce, sa petite-fille ainsi qu'un policier entré par mégarde dans une cabine téléphonique dans des aventures temporelles. Tous se retrouvent dans la capitale britannique en l'an 2150. La ville est quasi détruite, les quelques survivants étant sous le joug de terribles robots extraterrestres. Les humains sont peu à peu faits prisonniers et deviennent des miliciens "décérébrés" à la solde des extra-terrestres venus de Skaro, les Daleks.
Aidés par des londoniens résistants, le Docteur tente d'attaquer le vaisseau des Daleks qui s'est posé dans la ville.

## Fiche technique
- Titre : Les Daleks envahissent la Terre
- Titre original : Daleks' Invasion Earth: 2150 A.D.
- Réalisation : Gordon Flemyng
- Scénario : Milton Subotsky et David Whitaker, d'après une histoire de Terry Nation
- Production : Max Rosenberg (en), Milton Subotsky et Joe Vegoda
- Musique : Bill McGuffie (en)
- Photographie : John Wilcox
- Montage : Ann Chegwidden
- Direction artistique : George Provis
- Pays d'origine : Royaume-Uni
- Langue : anglais
- Format : Couleurs - 2,35:1 - Mono - 35 mm
- Genre : Science-fiction
- Durée : 81 minutes
- Date de sortie : 1966 (Royaume-Uni)

## Distribution
- Peter Cushing (VF : Jean Martinelli) : Le Docteur
- Bernard Cribbins : Tom Campbell
- Ray Brooks (actor) (en) : David
- Andrew Keir (VF : Jean Clarieux) : Wyler
- Roberta Tovey (en) : Susan
- Jill Curzon (en) : Louise
- Roger Avon (en) : Wells
- Geoffrey Cheshire : Roboman
- Keith Marsh (en) : Conway
- Philip Madoc : Brockley
- Steve Peters : Leader Roboman
- Eddie Powell : Thompson
- Godfrey Quigley (en) : Dortmun
- Peter Reynolds : l'homme à vélo

## Scénario
De nombreux éléments furent modifiés pour rendre le film visible par des téléspectateurs n'ayant jamais vu la série : Le Docteur est devenu Docteur Who (le titre de la série est en réalité un jeu de mots que le film prit au pied de la lettre), un scientifique humain (extra-terrestre dans la série) accompagné de ses deux petites filles et par un agent de police entré par hasard dans la cabine du Docteur. Les Daleks également furent altérés par l'ajout de couleurs vives dans leur composition, de scènes comiques et une censure, leurs armes produisant un écran de fumée fatal pour les victimes en lieu et place de l'effet de négatif suivi des cris de douleurs qui faisaient leur marque de fabrique.

### Tournage
Le tournage commença aux studios de Shepperton, en Angleterre le 31 janvier 1966 et fut terminé le 22 mars, avec onze jours d'avance sur le programme. Le tournage rencontra de nombreux problèmes. Ainsi, Peter Cushing tomba malade ce qui eut pour conséquence une réécriture du script afin de réduire son rôle dans l'épisode. Des accidents de tournage arrivèrent : un Dalek prit feu lors de l'assaut du vaisseau par les rebelles, un cascadeur du nom d'Eddie Powell se cassa la cheville dans la scène où il tente d'échapper aux Daleks et l'acteur Andrew Keir se déboitera le poignet en frappant le parebrise de son van lors du tournage de la séquence où Wyler et Susan s'enfuient de Londres.

### Casting
- L'acteur Keith Marsh remplace Roger Avon.
- André Morell s'était vu offrir le rôle de Wyler mais il ne put jouer dans le film car il était trop occupé à tourner... dans un épisode de Doctor Who (« The Massacre of St Bartholomew's Eve »)
- Peter Cushing accepta de faire ce film à la seule condition que Roberta Tovey fasse partie de la distribution.
- L'acteur Bernard Cribbins rejouera un rôle important dans la série télé Doctor Who de 2007 à 2010, en devenant le compagnon du Docteur, Wilfred Mott.

## Diffusion et réception

### Promotion
Le film étant en partie sponsorisé par une marque de céréale, "Sugar Puffs" un jeu concours eu lieu lors de la sortie du film dans laquelle le gagnant pouvait gagner un des Daleks utilisé dans le film. En outre, leurs publicités montraient des Daleks et le logo des céréales Sugar Puffs peut être vu à différents endroits du film.
Plus de 50 000 livres furent dépensés dans la promotion de ce film dont la première eu lieu à Londres le 22 juillet 1966.

### Critiques
Le film reçut une critique négative de la part du journal The Times daté du 21 juillet 1966 et signé seulement d'un "Our Film Critic" ("Notre critique de film.") : Le film est critiqué pour sa technique "trop rudimentaire" et son casting bien trop faible qui semble jouer sans conviction, mené par un Peter Cushing usé par la maladie.
À Sydney en Australie, le film ne reste à l'affiche qu'une semaine ou deux dans certains cinémas malgré les vacances scolaires.

### Le film dans la culture populaire
Publiée entre 1965 et 1967 dans le magazine "TV Century 21", le "Dalek Comic Strip" montrait une grande page de bande dessinée en couleurs dessinée par Ron Turner. Les Daleks qui y sont dessinés sont assez semblables à ceux du film, le magazine ayant déjà fait la promotion des deux films. Les films marquant la première apparition des Daleks en couleurs (de façon presque multicolore) ils servirent de nombreuses fois pour représenter les Daleks sur les publications de magazines en couleurs notamment au sujet des Daleks.
De plus, avec l'effacement des épisodes de Doctor Who par la BBC et la non rediffusion des épisodes, les films furent longtemps, les seuls moyens de voir les premières rencontres entre une incarnation du Docteur et ses ennemis jurés. Il fallut attendre les années 1990 et la sortie des VHS et des DVD de la série pour que les britanniques puissent se faire une idée.
Les films furent aussi pendant plusieurs décennies la seule apparition de Doctor Who en France et dans les pays non-anglophones.

### Dalekmania
En 1995, un documentaire nommé "Dalekmania" revient sur l'engouement autour des Daleks dans l'Angleterre des années 1960 et reviendra sur la production des deux films, sur les spin-offs et la publicité. Disponible sur la version anglaise des DVD, le documentaire n'est pas disponible dans toutes les éditions françaises du film.

## Adaptation radiophonique
La bande son du film fut adaptée et présentée par Gordon Gow pour la station de radio "BBC Light Programme" le 18 novembre 1966 dans l'émission "Show 305" dans le cadre des soirées "Movietime.